# Augochlora leprieuri
Augochlora leprieuri là một loài Hymenoptera trong họ Halictidae. Loài này được Spinola mô tả khoa học năm 1841.